# Operações em massa do NKVD
Operações em massa do Comissariado do Povo de Assuntos Internos (NKVD) foram realizadas durante o Grande Expurgo e visavam categorias específicas de pessoas. Por via de regra, eles foram executados de acordo com a ordem correspondente do Comissário do Povo para Assuntos Internos Nikolai Yezhov .
- Ex-kulaks, criminosos e outros elementos anti-soviéticos ~ 386.798 mortos[1]
  - NKVD Nº de pedido. 00447
- Traidor dos Membros da Família da Pátria 
  - NKVD Nº de pedido. 00486
- Operação de Kharbin do NKVD ~ 30.992 mortos [2]
  - NKVD Nº de pedido. 00593

## Operações nacionais da NKVD
As operações desse tipo nesse período visavam etnias "estrangeiras" (etnias com laços transfronteiriços com estados-nação estrangeiros), diferentemente das repressões direcionadas nacionalmente durante a Segunda Guerra Mundial .
- Operação polonesa do NKVD ~ 111.091 mortos[3]
  - NKVD Encomenda № 00485
- Operação alemã do NKVD ~ 41.898 mortos[4]
  - NKVD Encomenda № 00439
- Operação grega de NKVD ~ 20.000[5] 50.000[6]
- Operação letã do NKVD 16.573 mortos[7]
- Operação coreana do NKVD ~ 40.000 mortos[8]
- Operação romena do NKVD
- Operação estoniana da NKVD
- Operação finlandesa do NKVD

## Reversão
Em 17 de novembro de 1938, um decreto conjunto nº 81 do Conselho do Comissariado do Povo e o Comitê Central do Partido Comunista da União Soviética decretaram prisões, supervisão do promotor e curso de investigação e a ordem subseqüente da NKVD assinada por Lavrentiy Beria cancelou a maioria das ordens da NKVD do tipo de massa (mas não todos, ver, por exemplo, NKVD Despacho nº 00689 ) e implementação suspensa de sentenças de morte, significando o fim do Grande Expurgo ("Yezhovshchina").